# Ermanno Pignatti
Ermanno Pignatti, né le 8 août 1922 à Modène et mort le 31 octobre 1995, est un haltérophile italien.

## Carrière
Ermanno Pignatti participe aux Jeux olympiques d'été de 1956 et  remporte la médaille de bronze dans la catégorie des 60-67,5 kg.